# سقوط القرامطة
سُقُوط القَرامِطة أو زَوال القَرامِطة هي سلسلة من المعارك والانتفاضات التي قام بها العُيونيُّون بدعمٍ من السَّلاجقة والعبَّاسيُّون ضد دولة القرامطة الحاكمة في منطقة البَحرَين. حيث انضم زعيم قبلي يُعرف باسم عبد الله بن علي العيوني إلى الخِلافة العبَّاسيَّة والإمبراطورية السلاجقة، وبدأ انتفاضة ضد القرامِطة بدعمهم. حيث ثار العُيونيُّون بنجاح وحرروا شرق الجزيرة العربية من الحُكم القُرمطي الإسماعيلي، مما أدى إلى تغيير كبير في حالة السلطة في شرق الجزيرة العربية.

## خلفية
يتبنَّى القرامِطة المُعتقد الإسماعيلي الشِّيعي المُتطرِّف ووفق رُؤيتهم الخاصَّة، حيث أسسوا دولة في شرق شبه الجزيرة العربية بدءًا من سنة 899 م. واشتهر القرامطة بمُهاجمة قوافل الحُجَّاج المُسلمين إلى مكة وقتلهم ونهبهم. وبحلول القرن الحادي عشر ميلادي، كان القرامِطة قد نالهم الضِّعف مع مرُور الوقت، وكانت سُلالة العُيونيُّون والتي تنحدر من قبيلة بني عبد القيس قد طلب حاكِمها عبد الله بن علي العُيوني المساعدة من السلاجقة والعباسيين لمحاربة حكم القرامطة في شرق الجزيرة العربية والتخلُّص من شرِّهم ونُفوذهم.

## ثورة أبو البهلول العوَّام
كان أبو البهلول العوام ضامناً لخراج أوال من والي القرامطة في البحرين جعفر بن أبي محمد بن عرهم، إلا أن أبو البهلول ثار فيما بعد في جزيرة أوال، ثم توج نفسه أميراً على الجزيرة. ومع ذلك، فإنه لم يتمكن من التغلب على جيش زعيم القطيف القرمطي الجديد، يحيى بن عبَّاس، وسرعان ما عادت جزيرةُ أوال تحت سيطرتهم، مما أسفر عن مقتل أبو البهلول في هذه الحملة.

## ثورة العُيونيُّون
ثار العُيونيُّون بقيادة عبد الله بن علي العُيوني ضد حكم القرامطة بدعم من السلاجقة والخِلافة العبَّاسيَّة. وسرعان ما تمكن من فتح جزيرة أوال واستولى على القطيف، حيث انسحب القرامِطة نحو معقلهم الوحيد والمُتبقي في مدينة الهفوف. تقدمت القوات السلجُوقيَّة والعُيونيَّة نحو الهفوف لتستولي على آخر معاقل القرامِطة، فحاصروا المدينة سبعُ سنواتٍ كاملة، حتى سقطت، وسقطت معها دولة القرامطة، وقامت الإمارة العيونية، تحت حكم عبد الله بن علي.

## ما بعد السُّقوط
استقر العُيونيُّون، وبنوا دولتهم وقاموا بتوسيعها. ويُعتقد أن سكان القطيف والأحساء قد قبلوا المذهب الشيعي الاثني عشري خلال فترة حكمهم. وصل العُيونيُّون إلى عصرهم الذهبي في عهد الفَضْل بن عبد الله بن علي العُيوني، إلا أن الدَّولة العُيونيَّة سقطت بعد فترة في يد العصفُوريِّين بسبب سوء حكم محمد بن مسعود. ثم بعد مرور الزَّمن سقط العصفُوريُّون لاحقًا في أيدي الجَرْوانيُّون في القطيف[بحاجة لمصدر] الذي سقطت دولتهُم فيما بعد في أيدي الجَبْريُّون.